# Виплова болест
Виплова болест је ретко обољење танког црева, хроничног тока, које се карактерише патолошлим нагомилавањем гликопротеина и липоидних супстанци у слузокожи, лимфним судовима цревног зида и мезентеричним лимфним жлездама.
Сматра се да је болест највероватније изазвана микроорганизмима из танког црева, тачније бактеријом Tropheryma whipplei, мада ни узрочник ни патогенетски механизам нису довољно познати. Виплова болест се знатно чешће јавља код мушкараца него код жена, односно око 87% оболелих су особе мушког пола.
Амерички патолог Џорџ Випл (енгл. George Hoyt Whipple, 1878–1976) је први описао ово обољење 1907. године.

## Клиничка слика
Болест се карактерише спорим током и дугом еволуцијом. Доминира симптоматологија малапсорпционог синдрома (бол у трбуху, пролив, масна столица), губитак тежине, артралгија (бол у зглобовима), појачана пигментација коже, лимфаденопатија (увећање лимфних жлезда) и сл. Често је присутна повишена температура и знаци полисерозитиса (запаљења серозних опни).

## Дијагноза
На рендгенском снимку танког црева се виде задебљали цревни набори, појачана флокулација баријума и проширење лумена црева. Биопсија слузнице или биопсија лимфне жлезде су основни дијагностички поступци, а коначна потврда се добија на основу хистолошког налаза.

## Лечење
Ради корекције нутриционог дефицита, препоручује се дијета са доста протеина, мало масти и без глутена. Дају се липосолубилни витамини, калцијум и гвожђе. Примењују се антибиотици широког спектра, а у акутној фази болести примењују се и кортикостероиди. Убрзо се терапијом постиже знатно побољшање и смиривање симптома.